# Yoshiyuki Matsuyama
Yoshiyuki Matsuyama (Kyoto, Prefectura de Kyoto, 31 de juliol de 1966) és un futbolista japonès que disputà deu partits amb la selecció japonesa.